# A magyar képviselőház elnökeinek listája
A magyar képviselőház elnöke az egykor kétkamarás magyar Országgyűlés alsóházának elnöki tisztségét jelentette. Először az 1848–49-es forradalom és szabadságharc alatt született meg külföldi mintára, majd a szabadságharc leverését követően az 1861-ben újra összehívott országgyűlésen. Ezt még abban az évben betiltották és legközelebb csak 1865-ben hívták össze, képviselőházi elnököt is akkor választottak ismét. A tisztség 1918 (de jure 1920) és 1927 között nem létezett, végül 1945-ben került végleges felszámolásra, mikoris a Magyar Országgyűlés végérvényesen egykamarás parlamentté alakult.

## A tisztség betöltőinek listája

### 1848-1918 között
| Név                          | hivatal kezdete      | hivatal vége        | párt               | megjegyzés |
| ---------------------------- | -------------------- | ------------------- | ------------------ | --- |
| Pázmándy Dénes               | 1848. július 10.     | 1849. január 9.     | Ellenzéki Párt     | |
| Almásy Pál                   | 1849. január 9.      | 1849. július 2.     | ?                  | a lemondott Pázmándy és a szintén lemondott első alelnök Pálffy János helyett, ténylegesen második alelnökként |
| Palóczy László               | 1849. január 9.      | 1849. augusztus 11. | Ellenzéki Párt     | Pázmándy, Pálffy és Almássy együttes távolléte esetén, mint korelnök vezette a képviselőházi üléseket          |
| Nem volt magyar Országgyűlés | 1849. augusztus 11.  | 1861. április 17.   | —                  | |
| Ghyczy Kálmán                | 1861. április 17.    | 1861. augusztus 22. | Határozati Párt    | |
| Nem volt magyar Országgyűlés | 1861. augusztus 22.  | 1865. december 20.  | —                  | |
| Szentiványi Károly           | 1865. december 20.   | 1869. április 22.   | Deák Párt          | Az 1869-es választások miatt másfél hétig nem volt Országgyűlés                                                |
| Somssich Pál                 | 1869. május 1.       | 1872. szeptember 3. | Deák Párt          | Az 1872-es választások miatt egy hétig nem volt Országgyűlés                                                   |
| Bittó István                 | 1872. szeptember 10. | 1874. március 23.   | Deák Párt          | |
| Perczel Béla                 | 1874. március 24.    | 1875. március 3.    | Deák Párt          | |
| Ghyczy Kálmán                | 1875. március 5.     | 1879. április 2.    | Szabadelvű Párt    | másodszor |
| Szlávy József                | 1879. április 2.     | 1880. április 12.   | pártonkívüli       | |
| Péchy Tamás                  | 1880. április 13.    | 1892. február 20.   | Szabadelvű Párt    | Az 1892-es választások miatt egy hétig nem volt Országgyűlés                                                   |
| Bánffy Dezső                 | 1892. február 25.    | 1895. január 19.    | Szabadelvű Párt    | |
| Szilágyi Dezső               | 1895. január 19.     | 1898. december 9.   | Szabadelvű Párt    | |
| Madarász József              | 1898. december 17.   | 1899. március 2.    | Függetlenségi Párt | lemondása után korelnökként számos ülést nyitott meg 1915-ös haláláig                                          |
| Perczel Dezső                | 1899. március 2.     | 1901. október 26.   | Szabadelvű Párt    | |
| Apponyi Albert               | 1901. október 31.    | 1903. november 6.   | Szabadelvű Párt    | |
| Perczel Dezső                | 1903. november 6.    | 1905. február 17.   | Szabadelvű Párt    | másodszor; az ő jelzésére ment keresztül a „zsebkendőszavazás”                                                 |
| Justh Gyula                  | 1905. február 21.    | 1909. november 12.  | Függetlenségi Párt | |
| Gál Sándor                   | 1909. november 13.   | 1910. június 23.    | Függetlenségi Párt | Az 1910-es választások miatt egy hétig nem volt Országgyűlés                                                   |
| Berzeviczy Albert            | 1910. június 30.     | 1911. november 7.   | Nemzeti Munkapárt  | |
| Návay Lajos                  | 1911. november 9.    | 1912. május 21.     | Nemzeti Munkapárt  | |
| Tisza István                 | 1912. május 22.      | 1913. június 12.    | Nemzeti Munkapárt  | |
| Beöthy Pál                   | 1913. június 13.     | 1917. június 28.    | Nemzeti Munkapárt  | |
| Szász Károly                 | 1917. július 3.      | 1918. november 16.  | Nemzeti Munkapárt  | Egy jogi lehetőséget kihasználva a képviselőház feloszlatta önmagát                                            |

### 1927-1945 között
| Név                  | hivatal kezdete   | hivatal vége      | párt                  | megjegyzés                                      |
| -------------------- | ----------------- | ----------------- | --------------------- | ----------------------------------------------- |
| Zsitvay Tibor        | 1927. január 31.  | 1929. február 5.  | Egységes Párt         |                                                 |
| Almásy László        | 1929. február 7.  | 1935. április 29. | EP → NEP              |                                                 |
| Sztranyavszky Sándor | 1935. május 1.    | 1938. május 17.   | Nemzeti Egység Pártja |                                                 |
| Kornis Gyula         | 1938. május 20.   | 1938. december 1. | Nemzeti Egység Pártja |                                                 |
| Darányi Kálmán       | 1938. december 5. | 1939. november 1. | NEP → MÉP             |                                                 |
| Tasnádi Nagy András  | 1939. november 1. | 1945. március 29. | Magyar Élet Pártja    | a nyilas uralom alatt is megtartotta tisztségét |